# Anton von Wolkenstein-Trostburg
Anton von Wolkenstein-Trostburg (Brunnersdorf, 2 agosto 1832 – Valsugana, 5 dicembre 1913) è stato un diplomatico austro-ungarico, ambasciatore a San Pietroburgo ed a Parigi.

## Biografia
Inizialmente votatosi alla carriera militare, iniziò il proprio servizio nel 1858, passando al servizio diplomatico nel 1870 quando venne nominato consigliere di ambasciata dapprima a Londra, poi dal 1877 venne trasferito a Berlino e quindi promosso ad inviato straordinario alla corte di Dresda nel 1880. Nel 1881 venne nominato capo della sezione del dipartimento del commercio presso il Ministero degli Esteri austriaco, ufficio col quale intraprese dei negoziati sulla questione del Danubio e portò a conclusione degli accordi commerciali con l'Impero tedesco tra il 1878 ed il 1881. Nel marzo del 1882, infine, venne nominato ambasciatore austro-ungarico a San Pietroburgo, per poi essere trasferito a Parigi nell'ottobre del 1894. Nel 1903 si ritirò dal servizio diplomatico e si trasferì con la moglie a Berlino, vivendo al Palace Hotel dove tenne un famoso salotto letterario dell'epoca. Durante i mesi estivi la coppia trascorreva la stagione al castello di Ivano, in Trentino, dove il Wolkenstein morì nel 1913, un anno e mezzo prima dello scoppio della guerra mondiale.

## Matrimonio
Anton von Wolkenstein-Trostburg sposò il 16 giugno 1886 la sua seconda moglie, la contessa Marie von Schleinitz, patrona del musicista Richard Wagner. Sotto l'influenza della coppia, crebbero i legami tra il Wolkenstein e Wagner oltre che a Schopenhauer, grazie anche alla frequentazione del Festival di Bayreuth.